# Symplocos anamallayana
Symplocos anamallayana är en tvåhjärtbladig växtart som beskrevs av Richard Henry Beddome. Symplocos anamallayana ingår i släktet Symplocos och familjen Symplocaceae. Inga underarter finns listade i Catalogue of Life.